# Instituto Tecnológico de Zacatepec
El Instituto Tecnológico de Zacatepec (ITZ) es una institución de educación superior pública con sede en el estado de Morelos, México; depende del Gobierno Federal a través de la Secretaría de Educación Pública (SEP), la Subsecretaría de Educación Superior y la Dirección General de Educación Superior Tecnológica (DGEST).

## Historia
El ITZ inicia actividades el 11 de abril de 1961, con el ingeniero Alfonso Blackaller Valdez como su director. Posteriormente, el 28 de noviembre del mismo año, el entonces presidente de la república Adolfo López Mateos, acompañado por el gobernador del estado, Norberto López Avelar y por Jesús Merino Fernández, Gerente de la Cooperativa del Ingenio Emiliano Zapata, inaugura formalmente la nueva institución educativa.
Desde entonces ha sabido posicionarse como una de las principales instituciones de educación superior en el estado y en México mismo.

## Oferta Educativa
Actualmente el Instituto Tecnológico de Zacatepec ofrece 9 ingenierías, una licenciatura y 2 posgrados:

### Profesional
- licenciatura en derecho

Licenciatura en Turismo
- Ingeniería Bioquímica
- Ingeniería Civil
- Ingeniería Electromecánica
- Ingeniería Industrial
- Ingeniería Química
- Ingeniería en Administración
- Ingeniería en Gestión Empresarial
- Ingeniería en Sistemas Computacionales
- Ingeniería en Tecnologías de la Información y Comunicación

### Posgrados
- Maestría en Ciencias de la Ingeniería
- Doctorado en Ciencias en Polímeros